# 司令塔 (スポーツ)
スポーツにおける司令塔（しれいとう）は、パスや他の選手への指示によって試合の流れをコントロールする役割を果たすチームの中心選手のことを指す。プレイメーカー (英:playmaker) 、パサーとも呼ばれる。

## 一般的な例
- アメリカンフットボール - クォーターバック
- ラグビー - スタンドオフ（フライハーフ）
- バレーボール - セッター
- バスケットボール - ポイントガード
- サッカー - ミッドフィールダー（中央）
- 野球 - 捕手
- ハンドボール - センターバック
- アイスホッケー - センター
- カーリング - スキップ
- 自転車ロードレース - スーパードメスティーク
- 競輪 - 経験・実績を積んだ追込選手（「北日本の司令塔[1]」「中部の司令塔[2]」など）

ただし、この言葉はそのポジションそのものを指すものではなく、役割やタイプを表す言葉である。

## サッカーにおける司令塔
サッカーにおいても他のスポーツと同様に司令塔は試合の流れをコントロールする役割を果たすチームの中心選手のことを指す。日本においては、中田英寿がフランスワールドカップに向けての最終予選で攻撃的ミッドフィールダー（トップ下）をしており、ワールドカップ出場を決めたイランとの試合において、2アシストを決めたこと、および中田の特異なファッション、言動から中田ブームが起き、中田ブームとともにこの言葉も定着した。そのため、2000年代前半までは主に攻撃的ミッドフィールダー（トップ下）で、フォワードにパスを多く出すタイプの選手を指して使われた。しかし、近年のサッカーではより低い位置から攻撃を組み立てようとする傾向が強くなり、チームによってはDFや守備的ミッドフィールダー（ジュビロ磐田の黄金期における名波浩やブラジルワールドカップ最終予選での遠藤保仁など）が司令塔の役割をこなし、トップ下の選手にパサータイプを置かないというチームも多くなった。例えば、2010-11のボルシア・ドルトムントにおいて香川真司は攻撃的ミッドフィールダー（トップ下）であるが、司令塔ではない。
イギリスでは、司令塔的な選手のことを“ジェネラル”（将軍）、または“ミッドフィールド・ジェネラル”と呼ぶ。これは、アメリカンフットボールでクォーターバックのことを“フィールド・ジェネラル”と呼んでいたことに由来する。